# Eurocopter Panther

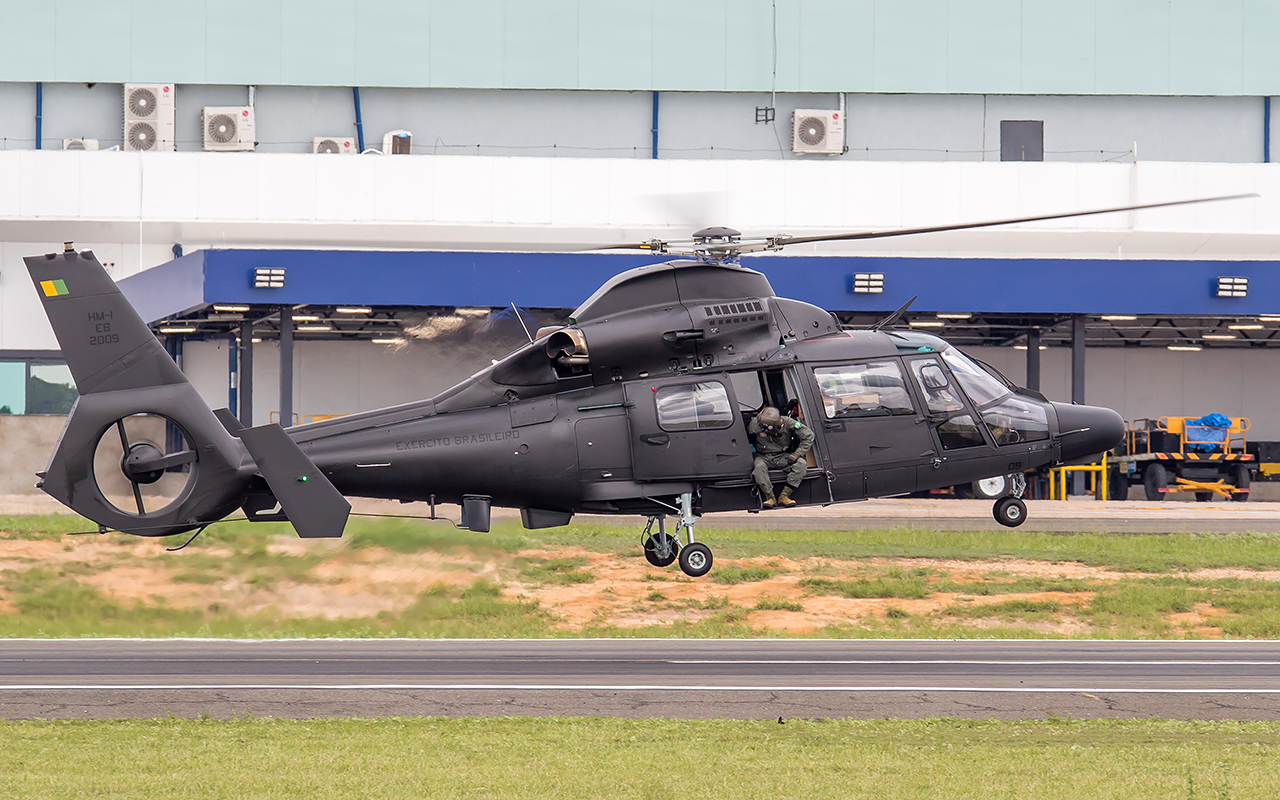
Helibrás HM-1 Panther Brazil - Army EB-2009Aeroporto de Teresina - Senador Petrônio Portella 15,02,2025

O Eurocopter Panther é a versão militar do  Eurocopter AS 365, um helicóptero bimotor multifunção de tamanho médio. O Panther é usado em uma grande variedade de missões, incluindo assalto ao solo, suporte, guerra antissubmarino, busca e salvamento e evacuação médica.

## Desenvolvimento
Durante a década de 1980, a indústria francesa Aerospatiale iniciou o desenvolvimento de uma versão multifunção do popular AS365. O novo helicóptero foi projetado para transporte de tropas, operações navais e ataque ao solo. Em 28 de fevereiro de 1984, o protótipo, nomeado AS365M e posteriormente Panther, realizou seu primeiro voo. Um total de três protótipos foram construídos.
Em maio de 1986, a Aerospatiale iniciou formalmente a produção da aeronave, com 400 encomendas realizadas antes mesmo do anúncio oficial. O primeiro modelo, o qual foi nomeado AS365 K, foi rapidamente renomeado para AS565 Panther Os modelos iniciais eram movidos com um par de motores turboeixo Turbomeca Arriel 1M1. Em 1995, a Eurocopter começou a oferecer versões mais avançadas do Panther, as quais utilizavam o novo motor Turbomeca Arriel 2C.
Em fevereiro de 2016, a Airbus Helicopters prometeu realocar a produção global do AS565 para a Índia, se esta encomendasse unidades do helicóptero para sua Marinha. Em abril de 2016, a taxa de produção aumentou substancialmente, bem como uma redução de 30% nos prazos de entrega.

## Projeto
O AS565 Panther é um helicóptero bimotor multifunção de tamanho médio. Ele é capaz de performar missões navais e terrestres, como segurança marítima, busca e salvamento, evacuação de vítimas, reabastecimento vertical, vigilância, operações especiais, guerra antissubmarino e ataque ao solo. O Panther é movido por um par de motores turboeixo Turbomeca Arriel, que acionam o rotor principal da aeronave, bem como o dispositivo de rotor de cauda antitorque fenestron. O perfil de voo do Panther é descrito como sendo de fácil manobrabilidade, com limitações generosas de força G e um alto nível de estabilidade.
Na configuração de transporte de forças especiais, o Panther pode transportar até 10 soldados totalmente armados, além dos dois pilotos que operam a aeronave. A cabine principal pode ser rapidamente reconfigurada para executar diversas funções, como transporte de tropas, missões de busca e salvamento e evacuação médica. Equipamentos opcionais incluem uma suíte médica completa, câmera de infravermelho (FLIR), flutuadores de emergência, alto-falante, guincho de velocidade variável, gancho de carga, holofote e uma estrutura de suporte para maca.
O design do cockpit e dos sistemas eletrônicos do helicóptero, como o sistema de gerenciamento do motor, oferece um alto nível de automação como parte de um esforço para reduzir a carga de trabalho dos pilotos. O cockpit foi projetado com espaço extra no painel para acomodar futuras atualizações e instrumentação adicional que possa ser instalada.
O Panther pode ser equipado com vários tipos de munições e armamentos, dependendo do papel a desempenhar. As munições incluem canhões de 20 mm montados em pods, pods de foguetes de 68 mm, um máximo de oito mísseis ar-ar Mistral, ou um máximo de oito mísseis anti-tanque HOT, todos os quais podem ser montados em uma viga de suporte.

## Histórico operacional

### Marinha Francesa

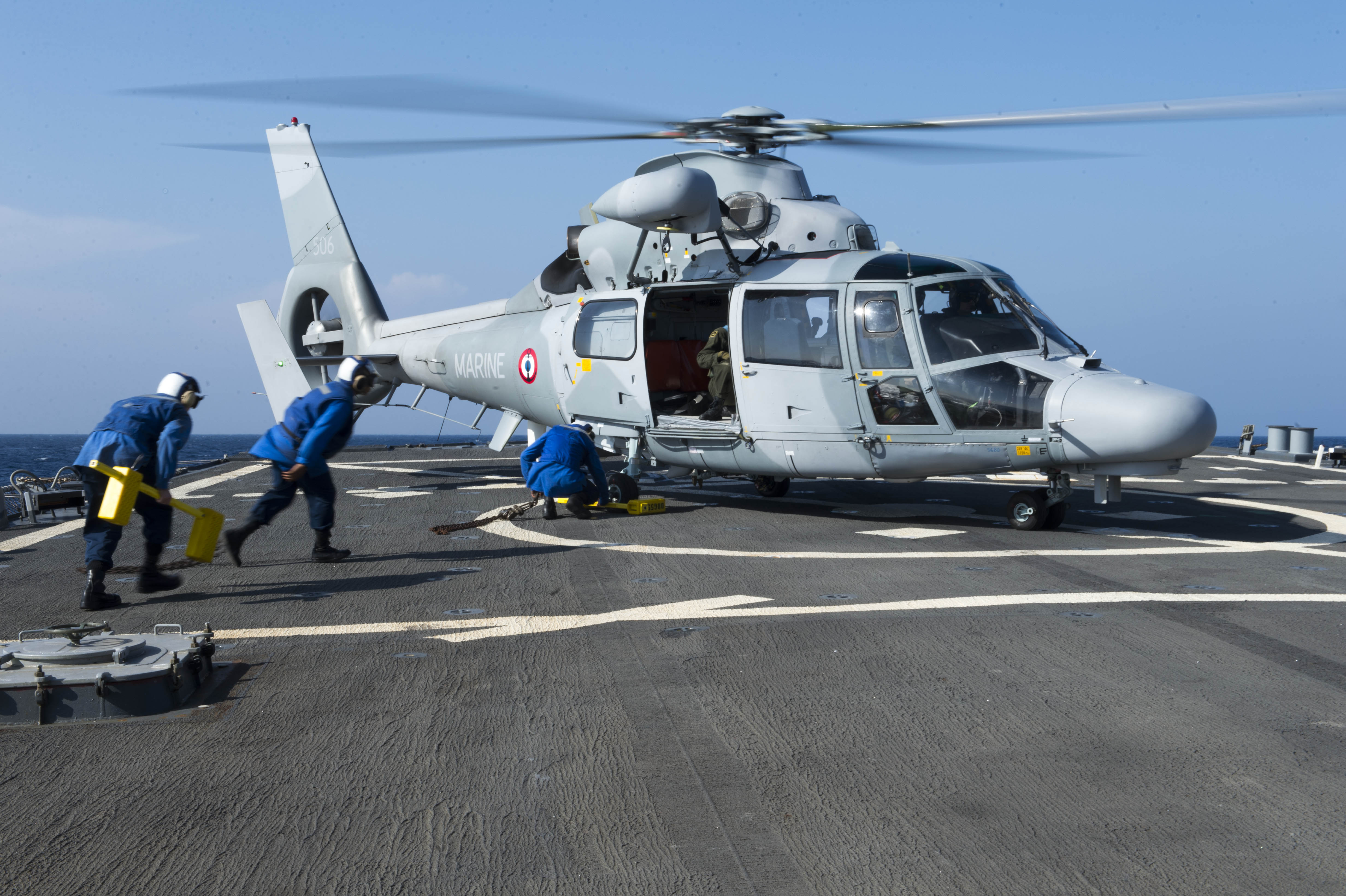
Um AS565 a bordo do USS Stout (DDG-55), 2014

A Marinha Francesa encomendou 15 unidades entre 1993 e 1998 para operações navais. Como resposta ao aumento da pirataria no Golfo de Adem, o Panther foi rotineiramente usado em fragatas francesas no esforço da Operação Atalanta, uma operação de antipirataria de longo prazo em toda a Europa. Em Adem, a aeronave realizou missões de transporte de tropas, patrulha e vigilância marítima.
Em maio de 2009, a França anunciou um grande programa de atualização de meia-vida para a frota de Panthers da Marinha, focado em melhorias na cabine e em equipamentos defensivos/ofensivos. As adições e alterações incluem um novo glass cockpit compatível com óculos de visão noturna, sensores eletro-ópticos, um novo rádio anti-interferência e um sistema de autoproteção baseado no utilizado no Eurocopter Tiger. Em 31 de maio de 2011, o primeiro dos dezesseis Panthers modernizados foi entregue de volta à Marinha francesa.

### Exército Brasileiro

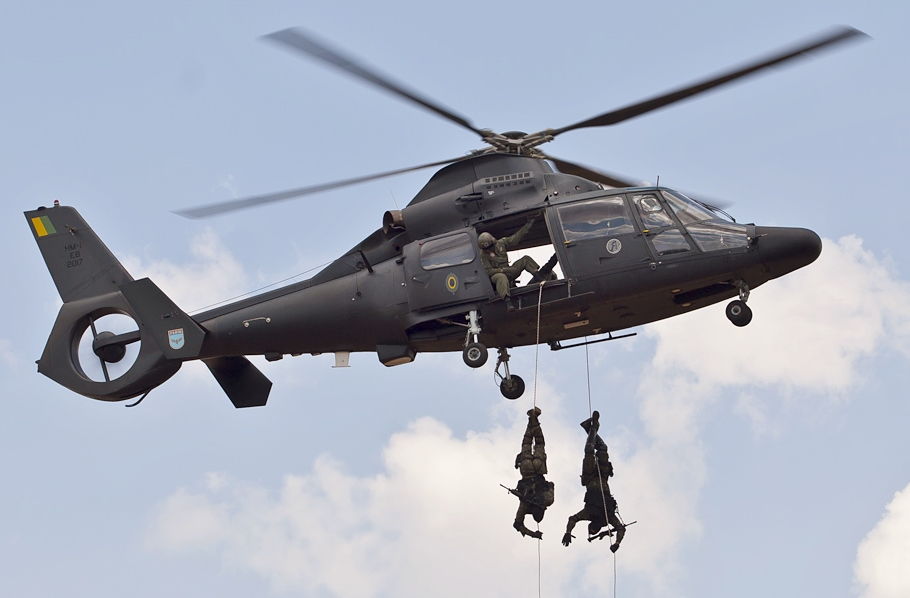
Soldados descendo de rapel do Pantera do Exército Brasileiro em demonstração, Brasília

Em 1988, o Comando de Aviação do Exército Brasileiro recebeu seu primeiro helicóptero Pantera, produzido localmente pela Helibras. Em janeiro de 2010, a Helibras foi premiada com um contrato para atualizar trinta e quatro AS365K para o novo padrão AS365 K2. As mudanças no Panther K2 incluem novos motores Turbomeca Arriel 2C2CG que produzem 40% mais potência, um glass cockpit contendo novos sistemas aviônicos e de rádio, um piloto automático de quatro eixos, um novo radar meteorológico, compatibilidade com óculos de visão noturna e medidas para reduzir a carga de trabalho do piloto, e devem estender a vida útil da estrutura por mais 25 anos. Em março de 2014, os dois primeiros helicópteros modernizados foram entregues ao Exército Brasileiro. Em setembro de 2014, o Panther K2 passou por sua avaliação técnica operacional, tendo supostamente demonstrado uma taxa de disponibilidade de 98% durante o período de teste, abrindo caminho para que o programa completo de modernização prosseguisse.
As unidades do Pantera são operadas pelos 2.°, 3.° e 4.° Batalhões de Aviação do Exército, localizados respectivamente em Taubaté, Campo Grande e Manaus.
Durante as enchentes e deslizamentos de terra no Litoral Norte de São Paulo em 2023, o Pantera desempenhou papel fundamental na busca e salvamento de vítimas e transporte de suprimentos aos locais de difícil acesso.

### Força Aérea Israelense

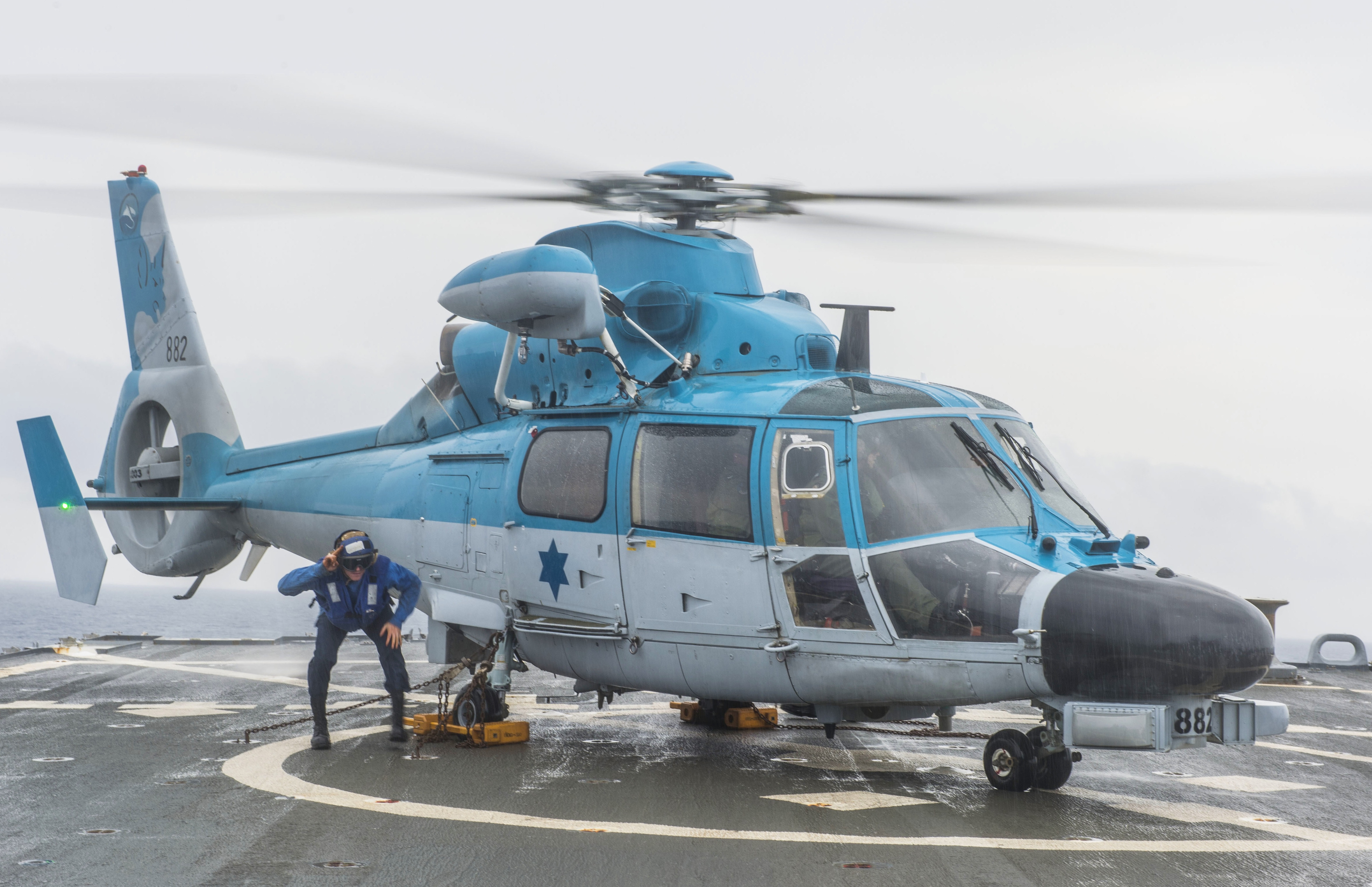
Um AS565 israelense

Após ter experiências positivas operando um par de SA366G Dauphin, a Força Aérea Israelense optou por adquirir cinco helicópteros AS565MA, designados localmente como Atalef. Sua missão é ampliar o alcance naval das forças de defesa de Israel, podendo ser implantados a bordo das corvetas da classe Sa'ar 5 da Marinha de Israel quando necessário. As aeronaves são equipadas com sensores de longo alcance para identificar alvos no Mediterrâneo e um link de dados para transmitir dados sensoriais às corvetas, sua capacidade sensorial combinada teria ajudado a frustrar várias tentativas de ataques terroristas. O AS565MA é a única aeronave rotativa em serviço em Israel capaz de localizar pessoas no mar durante as condições diurnas ou noturnas e pode operar em quase todas as condições do mar.
Em janeiro de 2022, um AS565MA da Força Aérea Israelense caiu na costa do Mediterrâneo do país, matando os dois pilotos. Um terceiro membro da tripulação, um oficial de reconhecimento naval, sobreviveu com ferimentos moderados. De acordo com um oficial da Força Aérea, uma falha no motor foi a causa do acidente.

### Marinha da Indonésia
Em 2014, a Marinha da Indonésia optou por adquirir onze Panthers equipados com sistemas de guerra antissubmarino por meio da empresa aeroespacial indonésia Indonesian Aerospace (PTDI). A Airbus Helicopters produzirá os helicópteros base e entregará à instalação da PTDI em Bandungue, na Indonésia, que separadamente instalará sistemas de missão, como o sistema antissubmarino. No mercado asiático, o Panther de origem europeia teve vendas limitadas, principalmente devido à concorrência de exportação do Harbin Z-9, de origem chinesa e licenciado a partir do Dauphin, semelhante ao Panther.

### Marinha Real Saudita
Durante a Guerra do Golfo, a Forças Navais Reais Sauditas engajou cinco barcos patrulha iraquianos usando vários helicópteros Panther, um total de 15 mísseis antinavio AS 15 TT foram disparados. A partir de 2015, mais de 250 variantes navais do AS565MB Panther estiveram em serviço, com operadores em 20 nações.

## Informações técnicas

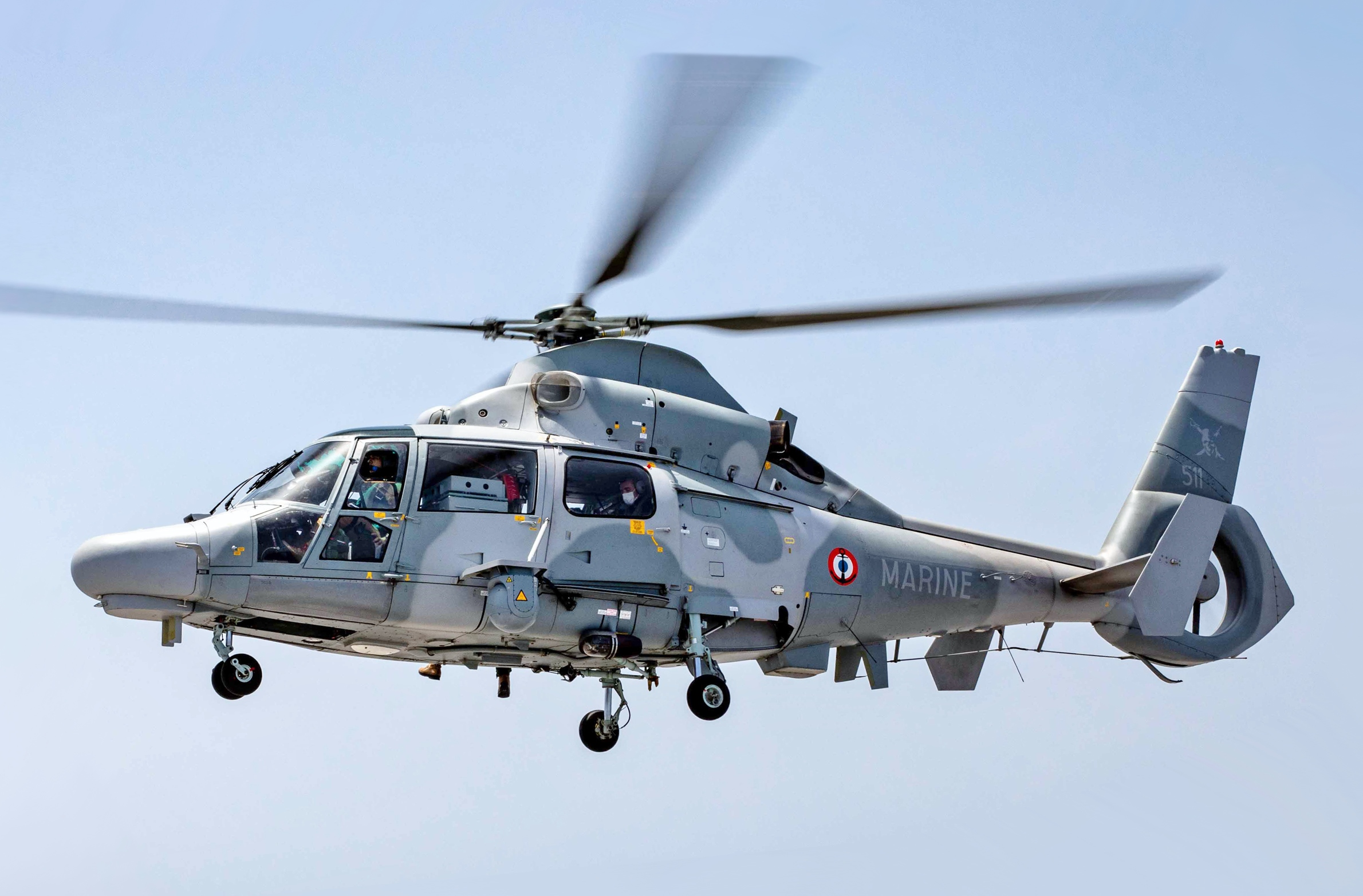
Um AS565 da marinha francesa.

### Características gerais
- Tripulação: 1 ou 2 pilotos.
- Capacidade: 10 tripulantes.
- Comprimento: 13,68 metros.
- Altura: 3,97 metros.
- Peso vazio: 2,380 toneladas.
- Peso máximo de decolagem: 4,3 toneladas.
- Motor: 2 x Turbomeca Arriel 2C turboeixo, 635 kW cada.

### Performance
- Velocidade máxima: 306 km/h.
- Alcance: 827 km.
- Autonomia: 4,1 horas.
- Teto operacional: 5.685 metros.
- Taxa de subida: 8,9 m/s.

### Armamento
- Armas de fogo: canhão M621 de 20 mm.
- Foguetes: foguetes não guiados de 66 ou 70 mm.
- Mísseis:
  - mísseis ar-ar Matra Mistral.
  - mísseis antinavio AS 15 TT.
  - mísseis antitanque HOT.
  - torpedos antissubmarinos MK46 ou Whitehead A.224/S.

### De tradução
- Este artigo foi inicialmente traduzido, total ou parcialmente, do artigo da Wikipédia em inglês cujo título é «Eurocopter AS565 Panther».Referências

1. 1 2  McGowen 2005, p. 163.
2. 1 2 3  "Aerospatiale unleashes Panther." Arquivado em 2015-12-08 no Wayback Machine Flight International, 10 de maio de 1986. p. 3.
3. ↑  Taylor 1996, pp. 368–370.
4. ↑  "More power for Naval Panther." Arquivado em 2016-03-04 no Wayback Machine Flight International, Junho de 1995. p. 21.
5. ↑  Perry2016-02-22T10:47:38+00:00, Dominic. «SINGAPORE: Airbus Helicopters targets Asian sales expansion». Flight Global (em inglês). Consultado em 2 de abril de 2023
6. ↑  Sanjai, P. R. (15 de março de 2016). «Airbus plans global hub in India for Panther copters». mint (em inglês). Consultado em 2 de abril de 2023
7. ↑  Perry2016-04-08T12:04:17+01:00, Dominic. «Airbus Helicopters advances Panther MBe deliveries». Flight Global (em inglês). Consultado em 2 de abril de 2023
8. 1 2  "AS565 MBe." Arquivado em 2015-09-12 no Wayback Machine Airbus Helicopters, Acessado em: 8 de dezembro de 2015.
9. 1 2  "AS565MB." Arquivado em 2014-09-03 no Wayback Machine Helibras, Acessado em: 8 de dezembro de 2015.
10. ↑  Northham 1987, p. 31.
11. ↑  Northham 1987, pp. 31–32.
12. 1 2 3  Northham 1987, p. 30.
13. ↑  Northham 1987, p. 32.
14. ↑  "Strategic Digest." Institute for Defence Studies and Analyses, 1993. Volume 23, Issues 1–6 p. 157.
15. ↑  Whittle, Richard. "High Sea Piracy: Crisis in Aden." Arquivado em 2015-12-08 no Wayback Machine Aviation Today, 1 de junho de 2009.
16. ↑  "FS Guépratte joins EU Counter Piracy Forces Operation Atalanta." Arquivado em 2015-12-08 no Wayback Machine European External Action Service, 25 de abril de 2012.
17. ↑  «French troops seize Somali pirates after hostages are freed». The New York Times (em inglês). 11 de abril de 2008. ISSN 0362-4331. Consultado em 2 de abril de 2023
18. ↑  Daly2009-05-24T16:00:00+01:00, Kieran. «French navy unveils major upgrade for Panther helicopter». Flight Global (em inglês). Consultado em 2 de abril de 2023
19. ↑  «Defence Helicopter | Shephard». www.shephardmedia.com (em inglês). Consultado em 2 de abril de 2023
20. ↑  Hoyle2010-01-11T11:30:00+00:00, Craig. «Helibras to upgrade Brazilian army Panthers». Flight Global (em inglês). Consultado em 2 de abril de 2023
21. ↑  «Upgraded Brazilian Army helo passes evaluation - UPI.com». UPI (em inglês). Consultado em 2 de abril de 2023
22. ↑  Vinholes, Thiago (14 de outubro de 2015). «Helicóptero Pantera modernizado no Brasil voa pela primeira vez». Airway. Consultado em 2 de abril de 2023
23. ↑  «Helibras begins deliveries of upgraded AS365 Panther-K2 helicopters to the Brazilian Army». www.airbushelicopters.com. Consultado em 2 de abril de 2023
24. ↑  «Upgraded Brazilian Army helo passes evaluation - UPI.com». UPI (em inglês). Consultado em 2 de abril de 2023
25. ↑  Wiltgen, Guilherme (18 de agosto de 2022). «Rearticulação das aeronaves da Aviação do Exército». Defesa Aérea & Naval. Consultado em 1 de novembro de 2022
26. ↑  «Rearticulação das Aeronaves da Aviação do Exército». Defesa Aérea & Naval. 18 de agosto de 2022. Consultado em 22 de fevereiro de 2023
27. ↑  «Aviação do Exército emprega seis aeronaves no apoio a enchente no litoral norte de São Paulo». Defesa Aérea & Naval. 20 de fevereiro de 2023. Consultado em 2 de abril de 2023
28. ↑  Vinícius, Caio (20 de fevereiro de 2023). «Exército mobiliza 450 militares e 6 helicópteros para resgate em SP». Poder360. Consultado em 2 de abril de 2023
29. ↑  Norton, Bill (2004). Air War on the Edge – A History of the Israel Air Force and its Aircraft since 1947. Surrey, Reino Unido: Midland Publishing. p. 347–349. ISBN 1-85780-088-5. Consultado em 12 de outubro de 2016. Cópia arquivada em 17 de novembro de 2016
30. ↑  "Israel's AS.565 Panther inherits Hellstar sensors." Arquivado em 2015-12-22 no Wayback Machine Flight International, 21 de junho de 1994. p. 18.
31. 1 2  "Long sighted." Arquivado em 2015-12-08 no Wayback Machine Flight International, 9 de março de 2004.
32. ↑  «Navy helicopter crashes off Israeli coast; 2 pilots killed». AP NEWS (em inglês). 3 de janeiro de 2022. Consultado em 5 de janeiro de 2022
33. ↑  Zitun, Yoav (4 de janeiro de 2022). «Chopper crash sole survivor recounts attempts to save crew members». Ynetnews (em inglês). Consultado em 5 de janeiro de 2022
34. ↑  «Deadly Helicopter Crash Caused by 'Serious Engine Fault,' Israeli Air Force Official Says». Haaretz (em inglês). Consultado em 5 de janeiro de 2022
35. ↑  Eshel, Tamir (5 de novembro de 2014). «Panthers to assume ASW role in Indonesia - Defense Update:» (em inglês). Consultado em 2 de abril de 2023
36. ↑  Waldron2014-05-05T08:51:44+01:00, Greg. «Indonesian navy stalks AS565 Panther deal». Flight Global (em inglês). Consultado em 2 de abril de 2023
37. ↑  Friedman, Norman (1997).  Naval Institute press (Annapolis, MD), ed. Naval Institute's guide to World naval weapon systems 1997-1998. [S.l.: s.n.] pp. 224–225. ISBN 1-55750-268-4
38. ↑  "Aircraft: Light and medium helicopters." Arquivado em 2015-09-26 no Wayback Machine Airbus Helicopters, Acessado em: 7 de dezembro de 2015.
39. ↑  «AS 565MB Panther Mulitrole Naval Helicopter - Naval Technology». Consultado em 12 de janeiro de 2010. Cópia arquivada em 19 de janeiro de 2010